# Leon Isakowicz
Leon Isakowicz herbu własnego (ur. 14 lutego 1897 we Lwowie, zm. 4 maja 1944 w Stanisławowie) – duchowny ormiańskokatolicki.

## Życiorys
Urodził się w rodzinie ormiańskiej – był synem Teofila (1862–1932, członka zarządu ormiańskiego banku zastawczego „Mons Pius”) i Gertrudy z Jakubowiczów (1860–1932). Był spokrewniony także z Teodorem Axentowiczem.
Ochrzczony został zaraz po urodzeniu przez stryjecznego dziada abpa Izaaka Mikołaja Isakowicza. W 1915 wstąpił do lwowskiego seminarium łacińskiego. W 1919 wyświęcony przez arcybiskupa ormiańskiego Józefa Teodorowicza, pracował jako wikary w ormiańskiej katedrze lwowskiej. Od roku 1936 był następcą zmarłego Franciszka Komusiewicza na probostwie w Stanisławowie. W 1938 został mianowany tajnym szambelanem papieskim. Podczas okupacji ratował Żydów, fabrykując im ormiańskie metryki chrztu.
Zmarł 4 maja 1944, tuż przed wejściem Armii Czerwonej do Stanisławowa. Pochowany na cmentarzu przy ul. Sapieżyńskiej w Stanisławowie, w miejscu gdzie dzisiaj stoi hotel Ukraina.